# Nitrato de zinc
El nitrato de zinc es un compuesto químico inorgánico cuya fórmula es Zn(NO3)2. Es un sólido blanco, cristalino, altamente deliquescente y se puede encontrar típicamente como el hexahidrato Zn(NO3)2•6H2O. Es soluble tanto en agua como en alcohol.

## Síntesis y reacciones
El nitrato de zinc se obtiene al disolver zinc en ácido nítrico en una reacción muy dependiente de la concentración, pues una reacción con el ácido muy concentrado también produce nitrato de amonio:
Zn + 2 HNO3 (diluido) → Zn(NO3)2 + H2
4 Zn + 10 HNO3 (concentrado) → 4 Zn(NO3)2 + NH4NO3 + 3 H2O
Al someterlo al calor, ocurre una termólisis que forma óxido de cinc, dióxido de nitrógeno y oxígeno.
2 Zn(NO3)2 → 2 ZnO + 4 NO2 + O2

## Aplicaciones
El nitrato de zinc no tiene aplicaciones a grande escala pero se usa en el laboratorio para la síntesis de polímeros de coordinación, su descomposición controlada en óxido de zinc también se ha usado para la generación de estructuras basadas en el ZnO, incluyendo nanocables.
Puede ser también utilizado como mordiente en el proceso de teñido. La siguiente reacción de ejemplo da carbonato de zinc:
Zn(NO3)2 + Na2CO3 → ZnCO3 + 2 NaNO3.